# Jakimow
Jakimow (ros. Якимов) – chutor w zachodniej Rosji, w sielsowiecie zacharkowskim rejonu konyszowskiego w obwodzie kurskim.

## Geografia
Miejscowość położona jest w dorzeczu Kotlewki (dopływ Wabli w dorzeczu Sejmu), 4,5 km od centrum administracyjnego sielsowietu (Zacharkowo), 3 km na wschód od centrum administracyjnego rejonu (Konyszowka), 60 km na północny zachód od Kurska.
W miejscowości znajduje się 7 posesji.
Klimat
Miejscowość, jak i cały rejon, znajduje się w strefie klimatu kontynentalnego z łagodnym ciepłym latem i równomiernie rozłożonymi opadami rocznymi (Dfb w klasyfikacji klimatów Köppena).

## Demografia
W 2010 r. miejscowości nikt nie zamieszkiwał.